# Lombard RAC Rally
Lombard RAC Rally es un videojuego de carreras de rally  de 1988 desarrollado por Red Rat Software y publicado por Mandarin Software (un sello de Europress).

## Jugabilidad
Esta es una simulación de conducción en la que el jugador puede conducir todas las etapas del Lombard RAC Rally. El juego incluye etapas diurnas y nocturnas, junto con diferentes condiciones climáticas como niebla y nieve. También hay una opción de taller donde el automóvil puede repararse o ajustarse para obtener un poco más de velocidad. La principal innovación del juego es que la pantalla se muestra detrás de los asientos delanteros: se puede ver al conductor ajustando el volante y la palanca de cambios, y el copiloto sostiene un mapa que cambia de color a medida que se recorre la pista.

## Desarrollo
El juego se basó en el mismo rally (bajo los nombres de los patrocinadores anteriores) que los juegos posteriores de "Network Q RAC Rally", y fue el primero de una serie de juegos relacionados publicado por Europress. Fue lanzado para el Atari ST, Amiga y MS-DOS.
El juego presenta de manera destacada a un conductor animado, visto desde atrás moviendo el volante, con la carretera vista a través del parabrisas del automóvil.
La portada del juego presenta el Ford Sierra RS Cosworth de Jimmy McRae de 1987.
La inspiración para el juego llegó a Charles Partington y Harry Nadler (de RedRat Software) a la hora del almuerzo cuando estaban viendo la cobertura del Lombard RAC Rally en la televisión en Top Cat Tavern (Manchester Corn Exchange/Hanging Ditch), que estaba ubicado a la vuelta de la esquina. de las oficinas de RedRat. Charles y Harry no habían visto previamente la cobertura del rally desde una perspectiva 'en el automóvil' y se comentaron entre ellos que "tenemos que hacer un juego con esto".